# الدوري اللبناني الممتاز 2023–24
الدوري اللبناني الممتاز 2023–24 هو الموسم الثاني والستون من الدوري اللبناني الممتاز، وهو الدوري اللبناني الأعلى لأندية كرة القدم منذ تأسيسه عام 1934. بدأ الدوري في 4 أغسطس 2023. هو الموسم الرابع الذي يتميز بتنسيق "منقسم"، بعد تقديمه في موسم 2020–21، حيث ينقسم الموسم إلى مرحلتين.

## ملخص

### التنسيق
يجب على كل ناد أن يشرك لاعبين تحت سن 21 عاماً لمدة 2000 دقيقة على الأقل، وثلاثة لاعبين لمدة 3000 دقيقة مجتمعة. أيضًا، يُسمح لكل نادي بحد أقصى ثمانية لاعبين فوق سن 30 عامًا، مع إمكانية مشاركة خمسة فقط في المباراة. وفي حالة عدم تمكن النادي من تلبية العدد المطلوب من الدقائق في نهاية الموسم، فسيتم خصم ثلاث نقاط من مجموع نقاطه في الدوري.
بدءًا من هذا الموسم، يمكن لكل ناد أن يكون لديه أربعة لاعبين أجانب بموجب عقد، وهو ما يمثل زيادة عن الحد السابق البالغ ثلاثة. علاوة على ذلك، سيتم إدخال حكم الفيديو المساعد (VAR) إلى الدوري اللبناني الممتاز في النصف الثاني من موسم 2023–24. لاستخدام التكنولوجيا لمساعدة الحكم في اتخاذ القرارات الصحيحة على أرض الملعب. وكانت المباراة بين العهد والراسينغ بيروت في الجولة الأولى، في 6 أغسطس 2023، هي الأولى في لبنان التي تختبر فيها استخدام تقنية VAR.
بعد تقديمه في موسم 2020–21، سيتكون موسم 2023–24 من مرحلتين: في المرحلة الأولى، يلعب كل فريق ضد الآخر مرة واحدة. وفي المرحلة الثانية، تقسم الفرق الـ12 إلى مجموعتين بناءً على مراكزهم في المرحلة الأولى.
ستلعب الفرق الستة الأولى ضد بعضها البعض مرتين. بسبب إعادة هيكلة مسابقات الاتحاد الآسيوي لكرة القدم، يتأهل البطل تلقائيًا إلى بطولة كأس التحدي الآسيوي. وتلعب الفرق الستة الأخيرة أيضًا ضد بعضها البعض مرتين، مع هبوط الفريقين الأخيرين إلى دوري الدرجة الثانية.

## الفرق
يتنافس اثنا عشر فريقًا في الدوري - الفرق العشرة الأوائل من موسم الدوري اللبناني الممتاز 2022–23 والفريقان الصاعدان من الدرجة الثانية.

### الملاعب والمواقع
قبل بداية كل موسم، يختار كل فريق ملعبين ليكونا ملعبه الأساسي. وفي حالة عدم توفر كلا الملعبين في يوم المباراة، يستخدم مكان آخر.
| فريق         | موقع                     | ملعب                           | سعة    |
| ------------ | ------------------------ | ------------------------------ | ------ |
| عهد          | بيروت                    | ملعب العهد                     | 2٬000  |
| أهلي النبطية | النبطية                  | الملعب البلدي كفرجوز           | 2٬000  |
| الأنصار      | بيروت                    | ملعب الأنصار [الإنجليزية]      | —      |
| برج          | بيروت (برج البراجنة)     | ملعب برج البراجنة [الإنجليزية] | 1٬500  |
| شباب الغازية | الغازية                  | الملعب البلدي كفرجوز           | 2٬000  |
| النجمة       | بيروت (رأس بيروت)        | ملعب رفيق الحريري              | 5٬000  |
| سباق بيروت   | بيروت (الأشرفية (بيروت)) | ملعب فؤاد شهاب                 | 5٬000  |
| صفاء         | بيروت                    | ملعب الصفا                     | 4٬000  |
| حكيم         | بيروت (الأشرفية (بيروت)) | ملعب سن الفيل [الإنجليزية]     | —      |
| شباب الساحل  | بيروت (حارة حريك)        | ملعب شباب الساحل [الإنجليزية]  | —      |
| التضامن صور  | إطار العجلة              | الملعب البلدي صور              | 6٬500  |
| طرابلس       | طرابلس                   | الملعب البلدي طرابلس           | 10٬000 |

### اللاعبين الاجانب
يُسمح للأندية اللبنانية أن يكون لديها أربعة لاعبين أجانب تحت تصرفها في أي وقت، بالإضافة إلى لاعبين فلسطينيين إضافيين ولدوا في لبنان في ورقة مباراة معينة (كلاهما لا يمكن إشراكهما في نفس الوقت في المباراة). ويُسمح لكل ناد يتنافس في إحدى مسابقات الاتحاد الآسيوي بإشراك لاعبين أجنبيين إضافيين، للعب فقط في المباريات القارية، حيث يسمح الاتحاد الآسيوي لستة لاعبين أجانب باللعب في التشكيلة الأساسية (أحدهم من إحدى دول الاتحاد الآسيوي).
| الفريق         | اللاعب 1                    | اللاعب 2            | لاعب 3               | لاعب 4           | اللاعب (ات) الفلسطيني (ات)           | لاعب (ات) AFC | لاعبون سابقون |
| -------------- | --------------------------- | ------------------- | -------------------- | ---------------- | ------------------------------------ | ------------- | ------------- |
| أيهد           | محمد أبو حشيش               | محمد المرمور        | لي إرفين             | محمد الحلاق      |                                      |               |               |
| أهل نباتييه    | Godfred Yeboah [الإنجليزية] | Opaleye Brown       | إيفاني إيز           | Baye Daour Badji |                                      | —             |               |
| أنصار          | ياكوبا دومبيا               | فوديل بوخنتوف إدريس | الحاج مالك           | عمر زيكري        | محمد هبوس حمزة حسين                  | —             |               |
| بورج           | أحمد الصالح                 | حسام اللواتي        | بروسبر دونكور        | تيديان كامارا    |                                      | —             |               |
| الشباب الغازية | Ezra Amelinsa               | جوشوا أبا           | Chris-Calvin Nawatta |                  | Ayman Abou Sahyoun                   | —             |               |
| النجمة         | جيلسون كوستا                | أوميدي بوبالزي      | ديميترو بيلونوه      | خوسيه إمبالو     | زاهر السماحي                         |               |               |
| سباقات بيروت   | لازار أرسيتيش               | Shodai Tomemori     |                      |                  | Jehad Abou El Aynein                 | —             |               |
| الصفاء         | يوهان كابيلهوف              | أرنولد سويو         | جوردي برويجن         | ماركو راينهارت   | عدنان سلوم                           | —             |               |
| الحكمة         | بابا سيديبي                 | فينيسيوس كالاماري   | Boucounta Sarr       | أدرامي ديالو     |                                      | —             |               |
| شباب الساحل    | ريتشارد بافور               | أندرو إيكف          | فرانسيس نوانكوو      | فالو غالاس واد   | هادي داكوار                          | —             |               |
| التضامن صور    | عثمان كونات                 | Ibrahim Sauma       | Oussai Oddo          |                  | محمد إسماعيل غسان سارييه جهاد الحلاق | —             |               |
| طرابلس         | جيمس إنوسنت                 | شريف سيباي          | Suleiman Abu Zam'a   | جيرونيمو         | عمر كايد إبراهيم عبد الوهاب          | —             |               |

## جدول الدوري
| م  | الفريق         | لعب | ف | ت | خ | أ.له | أ.ع | أ.ف | نقاط | التأهل أو الهبوط             |
| -- | -------------- | --- | - | - | - | ---- | --- | --- | ---- | ---------------------------- |
| 1  | النجمة         | 3   | 3 | 0 | 0 | 8    | 1   | +7  | 9    | تأهل إلى دوري التحدي الآسيوي |
| 2  | البرج          | 3   | 2 | 1 | 0 | 6    | 1   | +5  | 7    |                              |
| 3  | العهد          | 3   | 2 | 0 | 1 | 10   | 3   | +7  | 6    |                              |
| 4  | شباب الساحل    | 3   | 1 | 2 | 0 | 4    | 2   | +2  | 5    |                              |
| 5  | الأنصار        | 3   | 1 | 2 | 0 | 5    | 4   | +1  | 5    |                              |
| 6  | الصفاء         | 3   | 1 | 1 | 1 | 4    | 5   | −1  | 4    |                              |
| 7  | الراسينغ بيروت | 3   | 1 | 1 | 1 | 4    | 7   | −3  | 4    |                              |
| 8  | التضامن صور    | 3   | 1 | 0 | 2 | 3    | 5   | −2  | 3    |                              |
| 9  | طرابلس         | 3   | 0 | 2 | 1 | 1    | 2   | −1  | 2    |                              |
| 10 | الأهلي النبطية | 3   | 0 | 2 | 1 | 3    | 7   | −4  | 2    |                              |
| 11 | شباب الغازية   | 3   | 0 | 1 | 2 | 1    | 7   | −6  | 1    | هبط إلى الدرجة الثانية       |
| 12 | الحكمة         | 3   | 0 | 0 | 3 | 3    | 8   | −5  | 0    | هبط إلى الدرجة الثانية       |

## إحصائيات الموسم

### هاتريك
| لاعب         | مع   | ضد     | نتيجة | تاريخ         |
| ------------ | ---- | ------ | ----- | ------------- |
| جوردي برويجن | صفاء | الحكمة | 3-1   | 19 أغسطس 2023 |

- كأس الاتحاد اللبناني 2023
- كأس السوبر اللبناني 2023

## ملحوظات
1. 1 2 3 4 5 6  يستخدم أرض تدريب فقط